# Kirill Nababkin
Kirill Anatoljevič Nababkin (rusky Кирилл Анатольевич Набабкин; * 8. září 1986, Moskva, Sovětský svaz) je ruský fotbalový obránce a reprezentant, který hraje za klub CSKA Moskva.
Účastník EURA 2012.

## Klubová kariéra
Kirill Nababkin hrál v Rusku profesionálně nejprve za FK Moskva. V roce 2010 odešel do celku CSKA Moskva. S CSKA získal řadu trofejí, mj. v ruské lize a ruském poháru.

## Reprezentační kariéra
Nababkin debutoval v A-mužstvu Ruska 1. 6. 2012 v přípravném zápase v Curychu proti týmu Itálie (výhra 3:0).
Zúčastnil se červnového EURA 2012 v Polsku a na Ukrajině, kde byla ruská sborná vyřazena v základní skupině A. Na šampionátu nezasáhl do žádného utkání.